# Helmut Haller
Helmut Haller, considerat un dels històrics futbolistes alemanys, va néixer a Augsburg el 21 de juliol de 1939 i va morir a Augsburg l'11 d'octubre de 2012.

## Carrera esportiva
La seva carrera va començar al FC Augsburg, el conjunt de la seva ciutat natal on es formaria com a futbolista, principalment en la posició de migcampista ofensiu. Les seves grans actuacions en el campionat alemany i al Mundial de Xile 1962 van motivar el seu fitxatge pel Bologna FC italià, debutant en Sèrie A un 16 de setembre de 1962 amb victòria enfront del LR Vicenza per 3 gols a 2.
A les files del Bologna FC, on es tornaria tot un ídol del club, amb 295 partits oficials disputats i 80 gols marcats, conquistaria l'Scudetto de 1964, sent nomenat a més millor futbolista de l'any.
Amb la selecció Alemanya va debutar el 24 de setembre de 1958 amb empat davant Dinamarca. Va defensar la Mannschaft en tres Copes del Món (Xile 1962, Anglaterra 1966 i Mèxic 1970) destacant pel seu joc al 2n dels nomenats, arribant a disputar fins i tot la final del certamen. Seria 33 vegades internacional pel seu país.
Amb 29 anys, Haller passaria a files de la Juventus de Torí debutant amb l'equip el 6 de desembre de 1968 amb empat contra Palerm 0-0.
A la Vecchia Signora disputaria un total de 170 partits marcant 32 gols i obtindria el reconeixement dels tifosi pel seu esforç en els partits, tot i que el plantejament tàctic de l'entrenador paraguaià Heriberto Herrera no ho afavorís al principi. Destacaria pel seu joc finalment en les temporades 1971-72 i 1972-73, sota la guia del txec Čestmír Vycpálek, sent un dels pilars del bicampionat de l'entitat.
En 1973 va retornar a Alemanya per acabar la seva carrera esportiva al club on es va formar com a futbolista: el FC Augsburg.